# Gaston (komiks)

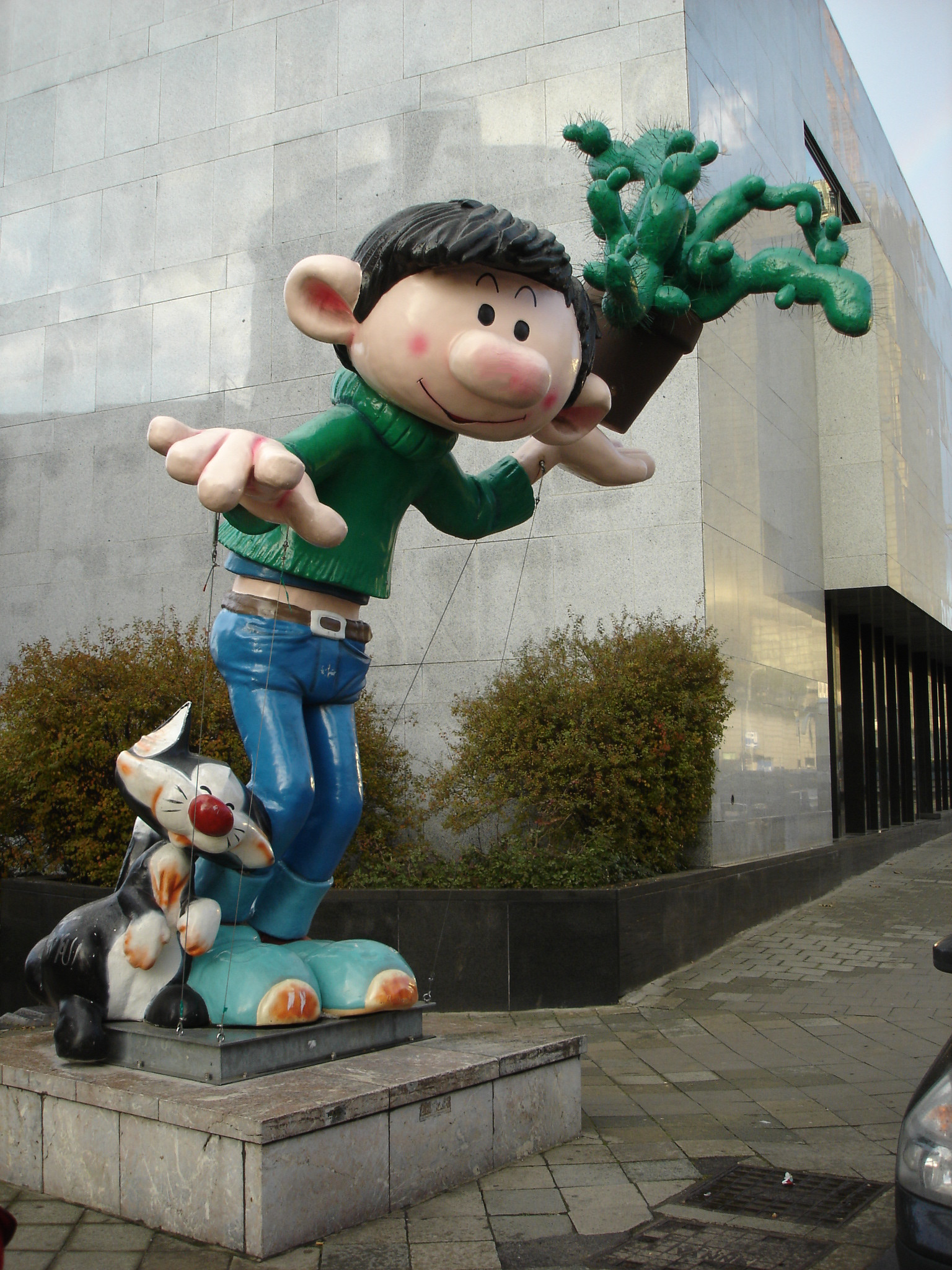

Gaston je belgický komiksový strip, jehož autorem je kreslíř André Franquin. Stripy začaly vycházet v roce 1957 v časopise Spirou a byly seskládány do 19 komiksových alb. Komiks měl v časopise původně jen zaplnit půl strany místa, ale nakonec se z něj stal hit a dosud je jedním z nejúspěšnějších, které v časopise vycházely. Komiks se zaměřuje na každodenní život Gastona Lagaffeho. Komiks se po svém uvedení stal populárním a následně byl přeložen do více než deseti jazyků. Gaston má rád zvířata, které v komiksech rovněž vystupují (například racek či hyperaktivní kočka).